# ایوب بن حبیب اللخمی
ایوب بن حبیب اللخمی (انگلیسی: Ayyub ibn Habib al-Lakhmi) سومین والی سرزمین اندلس بوده است.
وی که برادر زاده موسی بن نصیر و پسر عموی عبدالعزیز بن موسی بوده به صورت موقت و به مدت ۶ ماه حکومت کرده و شهر کوردوبا را جایگزین شهر تولدو برای پایتخت کرده است.